# Municipio de Campbell (condado de Hettinger)
El municipio de Campbell (en inglés: Campbell Township) es un municipio ubicado en el condado de Hettinger en el estado estadounidense de Dakota del Norte. En el año 2010 tenía una población de 29 habitantes y una densidad poblacional de 0,32 personas por km².

## Geografía
El municipio de Campbell se encuentra ubicado en las coordenadas 46°34′56″N 102°21′1″O / 46.58222, -102.35028. Según la Oficina del Censo de los Estados Unidos, el municipio tiene una superficie total de 91.04 km², de la cual 90,99 km² corresponden a tierra firme y (0,06 %) 0,05 km² es agua.

## Demografía
Según el censo de 2010, había 29 personas residiendo en el municipio de Campbell. La densidad de población era de 0,32 hab./km². De los 29 habitantes, el municipio de Campbell estaba compuesto por el 100 % blancos. Del total de la población el 0 % eran hispanos o latinos de cualquier raza.